# Матис, Доусон
Матис Доусон (англ. Marvin Dawson Mathis; 30 ноября 1940, Нашвилл, Джорджия, США — 17 апреля 2017, Тифтон, Джорджия, США) — американский государственный деятель, член Палаты представителей Конгресса США от штата Джорджия (1971—1981).

## Биография
Окончил колледж Южной Джорджии в Дугласе, штат Джорджия. С 1964 по 1970 год он был директором новостей телекомпании WALB-TV в Олбани, Джорджия.
В 1971—1981 гг. — член Палаты представителей Конгресса США от штата Джорджия и Демократической партии. В 1980 г. безуспешно баллотировался в Сента США, проиграл на праймериз демократов.
По завершении политической карьеры работал частным адвокатом.